# Indiana Pacers
Indiana Pacers är en amerikansk basketorganisation vars lag är baserat i Indianapolis i Indiana och spelar i NBA. Pacers bildades 1967 och har spelat i NBA sedan säsongen 1976/1977. Pacers har ett systerlag i WNBA, Indiana Fever.
Då laget har den amerikanska staten Indiana i sitt namn, och inte en stad som är vanligast, så är laget baserat i statens största stad, Indianapolis, som också är statens huvudstad. Deras nuvarande arena är Bankers Life Fieldhouse.
Mellan 1987 och 2005 spelade storstjärnan Reggie Miller i laget. Danny Granger övertog Reggie Millers stjärnroll när han draftades 2005 av Pacers i första rundan. 2012–2017 var Paul George lagets största stjärna. Därefter tog Victor Oladipo över rollen.

## Historia
Indiana Pacers bilades 1967 och spelade till en början i ABA. Där var man mycket framgångsrika och stod bland annat som slutsegrare tre säsonger i rad: 1969–1971.
Vid sammanslagningen av de två stora basketligorna ABA och NBA inför säsongen 1976/1977 var Indiana Pacers ett av fyra lag som anslöt från ABA till NBA. De övriga var New York Nets, Denver Nuggets och San Antonio Spurs. Under denna tid hade Indiana Pacers stora ekonomiska bekymmer och fick därför en svår start i den nya ligan. Detta gav avtryck under de 13 kommande säsongerna, men laget klarade sig från att gå i konkurs.
Inför säsongen 1987/1988 valdes Reggie Miller av laget i draften. En spelare som kom att växa till att bli en av NBA:s bästa spelare genom tiderna. 1997–2000 var Larry Bird framgångsrik som huvudtränare för laget. 2003–2012 var Larry Bird "president of basketball operations" för laget och 2013 återkom han till samma roll.
Säsongen 1999–2000 gick laget till final i NBA-slutspelet, men förlorade med 2–4 i matcher mot Los Angeles Lakers. Säsongen 2024–2025 gick laget återigen till final, men förlorade finalserien mot Oklahoma City Thunder med 3–4 i matcher.

## Spelartruppen 2025/2026
Senast uppdaterad: 25 juli 2025.

Alla spelare som har kontrakt med Indiana Pacers. Spelarnas löner är i amerikanska dollar och är vad de skulle få ut om spelarna vore i NBA-truppen under hela säsongen.
| Nr                                |            | Namn               | Pos   | Lön 25/26   |        | Kontrakt | Kom till laget | Kom ifrån                  |
| --------------------------------- | ---------- | ------------------ | ----- | ----------- | ------ | -------- | -------------- | -------------------------- |
| 00                                | Kanada     | Bennedict Mathurin | SG/SF | $9 187 573  | [ 4 ]  | 2026     | 2022           | Arizona Wildcats           |
| 0                                 | USA        | Tyrese Haliburton  | PG    | $45 550 512 | [ 5 ]  | 2029     | 2022           | Sacramento Kings           |
| 1                                 | USA        | Obi Toppin         | PF    | $14 000 000 | [ 6 ]  | 2028     | 2023           | New York Knicks            |
| 2                                 | Kanada     | Andrew Nembhard    | PG    | $18 102 000 | [ 7 ]  | 2028     | 2022           | Gonzaga Bulldogs           |
| 5                                 | USA        | Jarace Walker      | PF/SF | $6 665 520  | [ 8 ]  | 2027     | 2023           | Washington Wizards         |
| 9                                 | USA        | T.J. McConnell     | PG    | $10 200 000 | [ 9 ]  | 2029     | 2019           | Philadelphia 76ers         |
| 12                                | Australien | Johnny Furphy      | SG/SF | $1 955 377  | [ 10 ] | 2028     | 2024           | Kansas Jayhawks            |
| 13                                | USA        | Tony Bradley       | C     | $2 940 876  | [ 11 ] | 2026     | 2025           | College Park Skyhawks      |
| 13                                | USA        | James Wiseman      | C     | $2 667 947  | [ 12 ] | 2027     | 2024           | Detroit Pistons            |
| 22                                | USA        | Isaiah Jackson     | C     | $6 481 481  | [ 13 ] | 2028     | 2021           | Kentucky Wildcats          |
| 23                                | USA        | Aaron Nesmith      | SF    | $11 000 000 | [ 14 ] | 2027     | 2022           | Boston Celtics             |
| 26                                | USA        | Ben Sheppard       | SG    | $2 790 720  | [ 15 ] | 2027     | 2023           | Belmont Bruins             |
| 32                                | USA        | Jay Huff           | C     | $2 349 578  | [ 16 ] | 2028     | 2025           | Memphis Grizzlies          |
| 43                                | Kamerun    | Pascal Siakam      | PF    | $45 550 512 | [ 17 ] | 2028     | 2024           | Toronto Raptors            |
| --                                | USA        | Steven Ashworth    | PG    | $1 272 868  | [ 18 ] | 2026     | 2025           | Creighton Bluejays         |
| --                                | USA        | R.J. Felton        | PG/SG | $1 272 868  | [ 19 ] | 2026     | 2025           | East Carolina Panthers     |
| --                                | Togo       | Samson Johnson     | PF    | $1 272 868  | [ 20 ] | 2026     | 2025           | Connecticut Huskies        |
| Tvåvägskontrakt                   |            |                    |       |             |        |          |                |                            |
| Nr                                |            | Namn               | Pos   | Lön 25/26   |        | Kontrakt | Kom till laget | Kom ifrån                  |
| 10                                | USA        | RayJ Dennis        | PG    | $977 689    | [ 21 ] | 2026     | 2025           | San Diego Clippers         |
| 29                                | USA        | Quenton Jackson    | SG/PG | $636 434    | [ 22 ] | 2026     | 2024           | Windy City Bulls           |
| --                                | USA        | Taelon Peter       | PG    | $636 434    | [ 23 ] | 2026     | 2025           | Liberty Flames/Lady Flames |
| Positioner: PG – SG – SF – PF – C |            |                    |       |             |        |          |                |                            |

## Huvudtränare
| År        | Namn                  | Vinster | Förluster | Vinstprocent | Noteringar                                 |
| --------- | --------------------- | ------- | --------- | ------------ | ------------------------------------------ |
| 1967–1968 | Larry Staverman       | 40      | 47        | 46,0 %       |                                            |
| 1968–1980 | Bobby "Slick" Leonard | 529     | 456       | 53,7 %       | 3× ABA-mästare (1970, 1972, 1973)          |
| 1980–1984 | Jack McKinney         | 125     | 203       | 38,1 %       | NBA Coach of the Year 1980/1981            |
| 1984–1986 | George Irvine         | 48      | 116       | 29,3 %       |                                            |
| 1986–1988 | Jack Ramsay           | 79      | 92        | 46,2 %       | En av NBA:s 10 bästa tränare genom tiderna |
| 1988      | Mel Daniels           | 0       | 2         | 0,0 %        |                                            |
| 1988–1989 | George Irvine         | 6       | 14        | 30,0 %       |                                            |
| 1989–1990 | Dick Versace          | 73      | 87        | 45,6 %       |                                            |
| 1990–1993 | Bob Hill              | 113     | 108       | 51,1 %       |                                            |
| 1993–1997 | Larry Brown           | 190     | 138       | 57,9 %       |                                            |
| 1997–2000 | Larry Bird            | 147     | 67        | 68,7 %       | NBA Coach of the Year 1997/1998            |
| 2000–2003 | Isiah Thomas          | 131     | 115       | 53,3 %       |                                            |
| 2003–2007 | Rick Carlisle         | 181     | 147       | 55,2 %       |                                            |
| 2007–2011 | Jim O'Brien           | 121     | 169       | 41,7 %       |                                            |
| 2011–2016 | Frank Vogel           | 250     | 181       | 58,0 %       |                                            |
| 2016–2020 | Nate McMillan         | 183     | 136       | 57,4 %       |                                            |
| 2020–     | Rick Carlisle         | 84      | 123       | 40,6 %       |                                            |